# Rinorea squamata
Rinorea squamata S.F.Blake – gatunek roślin z rodziny fiołkowatych (Violaceae). Występuje naturalnie w Hondurasie, Nikaragui, Kostaryce oraz Panamie. 

## Morfologia
PokrójZimozielone drzewo lub krzew. Dorastające do 1,5–8 m wysokości.
LiścieBlaszka liściowa ma eliptyczny kształt. Mierzy 7–15 cm długości oraz 3–6 cm szerokości, jest niemal całobrzega lub ząbkowana na brzegu, ma ukośną nasadę i spiczasty wierzchołek. Ogonek liściowy jest nagi.
KwiatyZebrane w gronach o długości 5–9 cm, wyrastają z kątów pędów. Mają działki kielicha o lancetowatym kształcie. Płatki są owalnie podługowate, mają żółtawą barwę oraz 2 mm długości.
OwoceTorebki mierzące 10-25 mm średnicy, o niemal kulistym kształcie.

## Biologia i ekologia
Rośnie w lasach, na wysokości do 800 m n.p.m.